# الکساندر سوخوروکوف
الکساندر سوخوروکوف (روسی: Александр Николаевич Сухоруков؛ زادهٔ ۲۲ فوریهٔ ۱۹۸۸) یک شناگر اهل روسیه است.
از افتخارات وی میتوان به کسب مدال نقره ۴×۲۰۰ متر آزاد امدادی در شنا در بازی‌های المپیک تابستانی ۲۰۰۸ اشاره کرد.